# Клиника (фильм, 2010)
«Клиника» (англ. The Clinic) — австралийский художественный фильм в жанре триллера, поставленный режиссёром Джэймсом Рэббитсом по собственному сценарию, в основу которого легли реальные истории о похищениях. Рассказывает о шести женщинах, разыскивающих своих новорожденных детей.
Премьера фильма состоялась в США 4 ноября 2009 года на ярмарке American Film Market.

## Сюжет
Австралия, 1979 год. Молодая женщина Бет, находящаяся на последнем месяце беременности, вместе со своим женихом Кэмероном едет через всю страну к родителям. Добравшись до небольшого городка Монтгомери, они оказываются вынужденными остановиться на ночь в мотеле. Ночью Кэмерон отлучается; вернувшись, он обнаруживает, что его невеста пропала. Кэмерон вызывает полицию и требует, чтобы мотель обыскали, так как считает, что в пропаже Бет может быть замешан владелец мотеля, Хэнк. Однако полицейский не верит Кэмерону и затем арестовывает его после попытки ударить Хэнка.
Тем временем Бет приходит в себя в неизвестном месте, похожем на скотобойню. Она лежит в ванной, полной льда, и понимает, что ребёнка из неё удалили. Она обнажена, но в комнате имеется одежда — белая униформа с римскими цифрами DCVIII на спине. Одевшись, Бет изучает место, в которое она попала, и находит других женщин. Те также были беременны, однако дети, как и ребенок Бет, были изъяты. Все как одна одеты в униформу с римскими цифрами.
Кэмерону, которого полицейский увозит в участок, удается выхватить пистолет и забрать машину. Он возвращается в мотель, где от Хэнка узнает место, где могут держать Бет. Он направляется на спасение невесты, однако не замечает шипов, расставленных на пути к скотобойне, и попадает в аварию.
В то же время женщины находят своих детей — младенцы живы, но заперты в клетках. У каждого младенца есть бирка, такие же бирки вшиты в животы женщин. Цвета бирок различны, цвет бирки младенца совпадает с цветом бирки матери. Единственный способ узнать своего ребенка — это вытащить бирки. Однако появляется женщина, стремящаяся перебить матерей. Одна за другой, женщины погибают от её рук, пока Бет не настигает и не ранит её. Умирающая, она рассказывает Бет о женщине, по словам которой убийство прочих женщин было единственной возможностью найти своего ребенка.
Она умирает, и Бет, забрав её бирку, понимает, что её ребенок — с фиолетовой. Она возвращается к клеткам, однако детей в них уже нет. Свет гаснет, и на Бет кто-то нападает.
Придя в сознание, она обнаруживает, что прикована к полу. Она узнает, что все произошедшее — это операция по незаконному усыновлению: таким образом, по поведению матерей в ходе эксперимента, отбирался ребенок для русской пары. Она также выясняет, что её собственные родители принимали участие в подобной операции; Бет узнает, что настоящая её мать была убита по окончании эксперимента.
Новоиспечённый приёмный отец собирается убить Бет, однако не успевает ничего предпринять из-за появления Дункана, сына женщины, руководившей экспериментом. Умственно отсталый и вооруженный, он угрожает русскому; в итоге мужчины убивают друг друга. Бет освобождается и видит, как мисс Шепард, женщина-руководительница, уходит с младенцем. Нагнав женщину, Бет убивает её и забирает ребенка.
Позже она вместе со своим ребенком приходит на кладбище — на могилу женщины, оказавшейся её биологической матерью. После она отправляется на встречу со своим биологическим отцом.

## В ролях
| Актёр                | Роль            |
| -------------------- | --------------- |
| Табретт Бетелл       | Бет Черч        |
| Энди Уитфилд         | Кэмерон Маршалл |
| Фрея Стаффорд        | Вероника        |
| Клэр Боуэн           | Айви            |
| Софи Лоу             | Эллисон         |
| Эдриенн Пикеринг     | Джейн До        |
| Александер, Элизабет | Мисс Шепард     |
| Маршалл Напье        | полицейский     |
| Марсель Брэкс        | Дункан          |
| Борис Бркич          | Хэнк            |
| Слава Орел           | русский мужчина |
| Инга Романостова     | русская женщина |

## Производство
Съемки начались в 2008 году в Дениликвине. «Клиника» стала первым полнометражным фильмом Джэймса Рэббитса.

## Выпуск
После первого показа, состоявшегося 4 ноября 2009 года на киноярмарке American Film Market, фильм был представлен 10 октября 2010 года на фестивале Screamfest Horror Film Festival и 25 июля 2010 года на Международном кинофестивале в Мельбурне.
В 2011 году в Австралии кинокомпания Paramount Pictures выпустила фильм на DVD.

## Оценки
В 2012 году Табретт Бетелл, исполнившая в фильме главную роль, была номинирована на премию Fangoria’s Chainsaw Award в категории «Лучшая актриса».